# Patrick Modiano
Patrick Modiano (30. srpnja 1945.,Pariz) francuski je književnik, dobitnik Nobelove nagrade za književnost.

## Životopis
Rođen je u Parizu 30. srpnja 1945. godine. Otac mu je bio Židov podrijetlom iz Aleksandrije, a majka glumica, Belgijka. Djetinstvo mu je bilo prilično burno, živjeli su u hotelu, a Patrick je lutao između škole i hotela. Kako su mu roditelji bili stalno na majčinim turnejama, Patrick je bio prepušten sam sebi. Dotukla ga je smrt njegovog brata Rudyja 1957. komu je posvetio nekoliko knjiga. Završio je više škola u više gradova, a fakultet nije ni upisao.
Priče njegovih romana su šture, a radnja je manje bitna od njegovih emocija zbog čega se čini da ima jednostavnu prozu.
9. listopada 2014. proglašen je dobitnikom Nobelove nagrade za književnost pri čemu su ga nazvali "Marcelom Proustom novoga vremena".

## Djela
U Nacionalnoj i sveučilišnoj knjižnici u Zagrebu su dostupne sljedeće knjige
- Izgubljeni kralj
- Mali Dragulj
- Ulica mračnih dućana

## Nagrade
- Nagrada za najbolji roman Francuske akademije  (1972.)
- Nagrada Goncourt (1978.)
- Nobelova nagrada za književnost (2014.)